# Terem

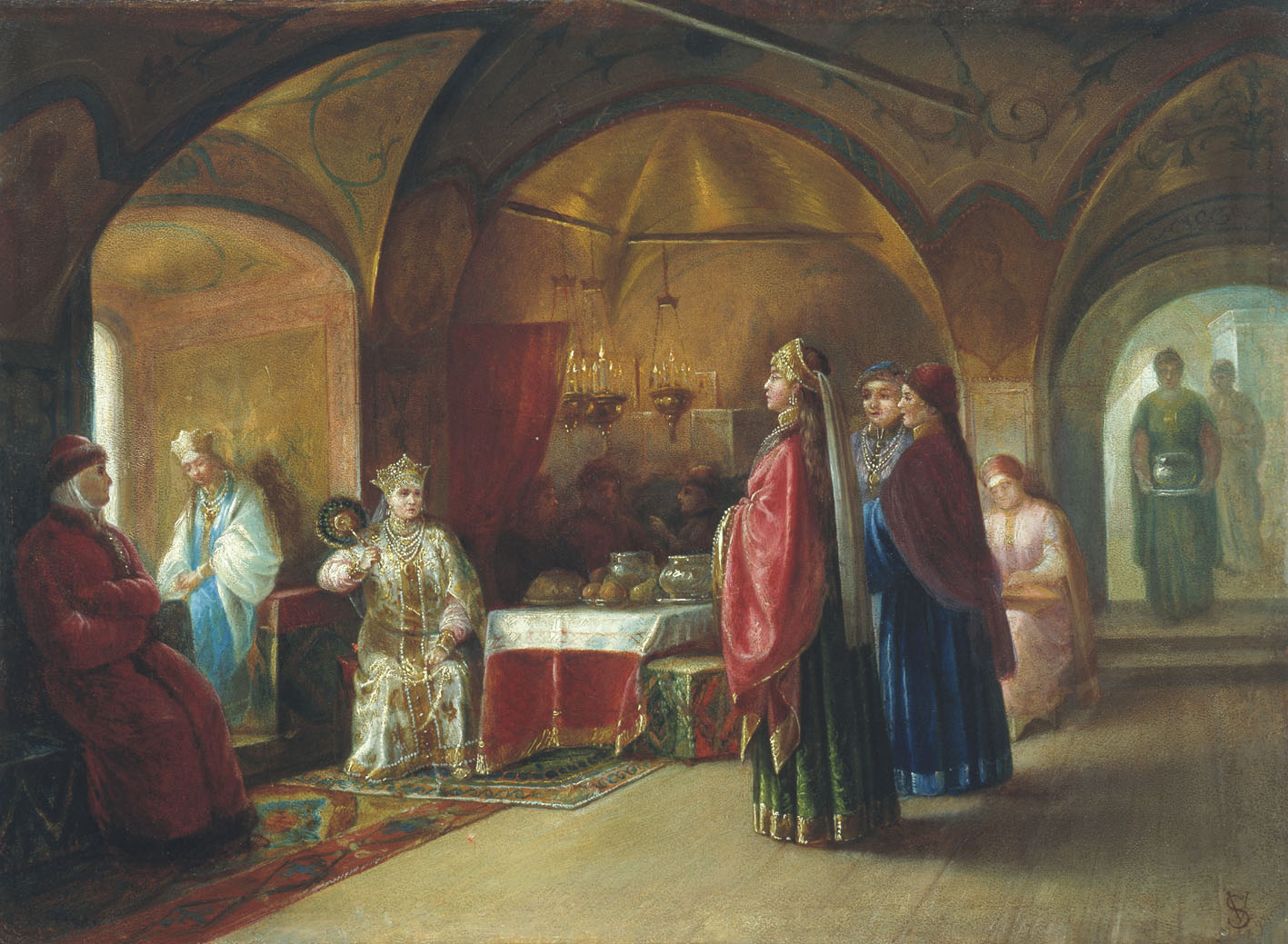
Michail Petrovitj Clodt – Terem księżniczki, 1878

Terem (ros. tieriem, dosł. poddasze) – najwyższa kondygnacja w XVII-wiecznych pałacach carskich i dworach bojarskich, przeznaczona wyłącznie dla kobiet.
Kondygnacja ta była zazwyczaj wyodrębniona od reszty budowli malowniczym, wysokim dachem. Budowano ją czasem osobno i była wówczas połączona z główną rezydencją zamkniętym przejściem.